# Campeonato Mundial de Taekwondo de 1999
El XIV Campeonato Mundial de Taekwondo se realizó en Edmonton (Canadá) entre el 2 y el 6 de junio de 1999 bajo la organización de la Federación Mundial de Taekwondo (WTF) y la Asociación Canadiense de Taekwondo.
En el evento tomaron parte 550 atletas de 66 delegaciones nacionales. Las competiciones se desarrollaron en el Pabellón Butterdome.

## Medallistas

### Masculino
| Evento | Oro                           | Plata                      | Bronce                                                                       |
| ------ | ----------------------------- | -------------------------- | ---------------------------------------------------------------------------- |
| –54 kg | Min Byeong-Seok Corea del Sur | Roberto Cruz Filipinas     | Chen Wei-Chun · China Taipéi · Yulis Gabriel Mercedes · República Dominicana |
| –58 kg | Yoon Jong-Il Corea del Sur    | Abror Haider Dinamarca     | Ho Nhat Thong Vietnam Yunes Sekkat Marruecos                                 |
| –62 kg | Ko Dae-Hyu Corea del Sur      | Ahmet Evcimen Turquía      | Mark López · Estados Unidos · Iván Ron Mirás · España                        |
| –67 kg | No Hyun-Ku Corea del Sur      | Jesper Roesen Dinamarca    | Hsu Chi-Hung · China Taipéi · Francisco Javier Zas Couce · España            |
| –72 kg | Hadi Saei Bonehkohal Irán     | Kim Byung-Uk Corea del Sur | Rosendo Alonso Tapia · España · Sergio Cárdenas Hernández · Chile            |
| –78 kg | Jang Jong-Oh Corea del Sur    | Bahri Tanrıkulu Turquía    | Joshua Coleman · Estados Unidos · Rodrigo Martínez Huerta · México           |
| –84 kg | Madyid Aflaki Jamseh Irán     | Yasin Yağız Turquía        | Adiljan Saguindykov · Kazajistán · Faissal Ebnoutalib · Alemania             |
| +84 kg | Moon Dae-Sung Corea del Sur   | Moctar Doumbia Francia     | Rubén Montesinos Gimeno · España · Daniel Trenton · Australia                |

### Femenino
| Evento | Oro                            | Plata                          | Bronce                                                 |
| ------ | ------------------------------ | ------------------------------ | ------------------------------------------------------ |
| –47 kg | Ana Belén Asensio · España     | Yoon Song-Hee Corea del Sur    | France Pouzoulet Francia Kadriye Selimoğlu Turquía     |
| –51 kg | Chi Shu-Ju China Taipéi        | Shim Hye-Young Corea del Sur   | Jennifer Delgado · España · Yuan Guiru · China         |
| –55 kg | Wang Su China                  | Jung Jae-Eun Corea del Sur     | Christiana Bach · Suiza · Meng Mei-Chun · China Taipéi |
| –59 kg | Kang Hae-Eun Corea del Sur     | Iridia Salazar Blanco · México | Sonia Reyes Sáez · España · Gaël Texier · Canadá       |
| –63 kg | Cho Hyang-Mi Corea del Sur     | Zhang Huijing China            | Lisa O'Keefe · Australia · Yekaterina Noskova · Rusia  |
| –67 kg | Elena Benítez Morales · España | Mirjam Müskens · Países Bajos  | Chang Wan-Chen · China Taipéi · Barbara Pak · Canadá   |
| –72 kg | Kim Yoon-Kyung Corea del Sur   | Ibone Lallana · España         | Filiz Nur Aydın Turquía Chen Zhong China               |
| +72 kg | Kao Ching-Yi China Taipéi      | Dominique Bosshart · Canadá    | Mariya Koniajina · Rusia · Laurence Rase · Bélgica     |

## Medallero
| Núm. | País                 | Oro | Plata | Bronce | Total |
| ---- | -------------------- | --- | ----- | ------ | ----- |
| 1    | Corea del Sur        | 9   | 4     | 0      | 13    |
| 2    | España               | 2   | 1     | 6      | 9     |
| 3    | China Taipéi         | 2   | 0     | 4      | 6     |
| 4    | Irán                 | 2   | 0     | 0      | 2     |
| 5    | China                | 1   | 1     | 2      | 4     |
| 6    | Turquía              | 0   | 3     | 2      | 5     |
| 7    | Dinamarca            | 0   | 2     | 0      | 2     |
| 8    | Canadá               | 0   | 1     | 2      | 3     |
| 9    | Francia              | 0   | 1     | 1      | 2     |
| 9    | México               | 0   | 1     | 1      | 2     |
| 11   | Filipinas            | 0   | 1     | 0      | 1     |
| 11   | Países Bajos         | 0   | 1     | 0      | 1     |
| 13   | Australia            | 0   | 0     | 2      | 2     |
| 13   | Estados Unidos       | 0   | 0     | 2      | 2     |
| 13   | Rusia                | 0   | 0     | 2      | 2     |
| 16   | Alemania             | 0   | 0     | 1      | 1     |
| 16   | Bélgica              | 0   | 0     | 1      | 1     |
| 16   | Chile                | 0   | 0     | 1      | 1     |
| 16   | Kazajistán           | 0   | 0     | 1      | 1     |
| 16   | Marruecos            | 0   | 0     | 1      | 1     |
| 16   | República Dominicana | 0   | 0     | 1      | 1     |
| 16   | Suiza                | 0   | 0     | 1      | 1     |
| 16   | Vietnam              | 0   | 0     | 1      | 1     |
|      | TOTAL                | 16  | 16    | 32     | 64    |